# Scottish

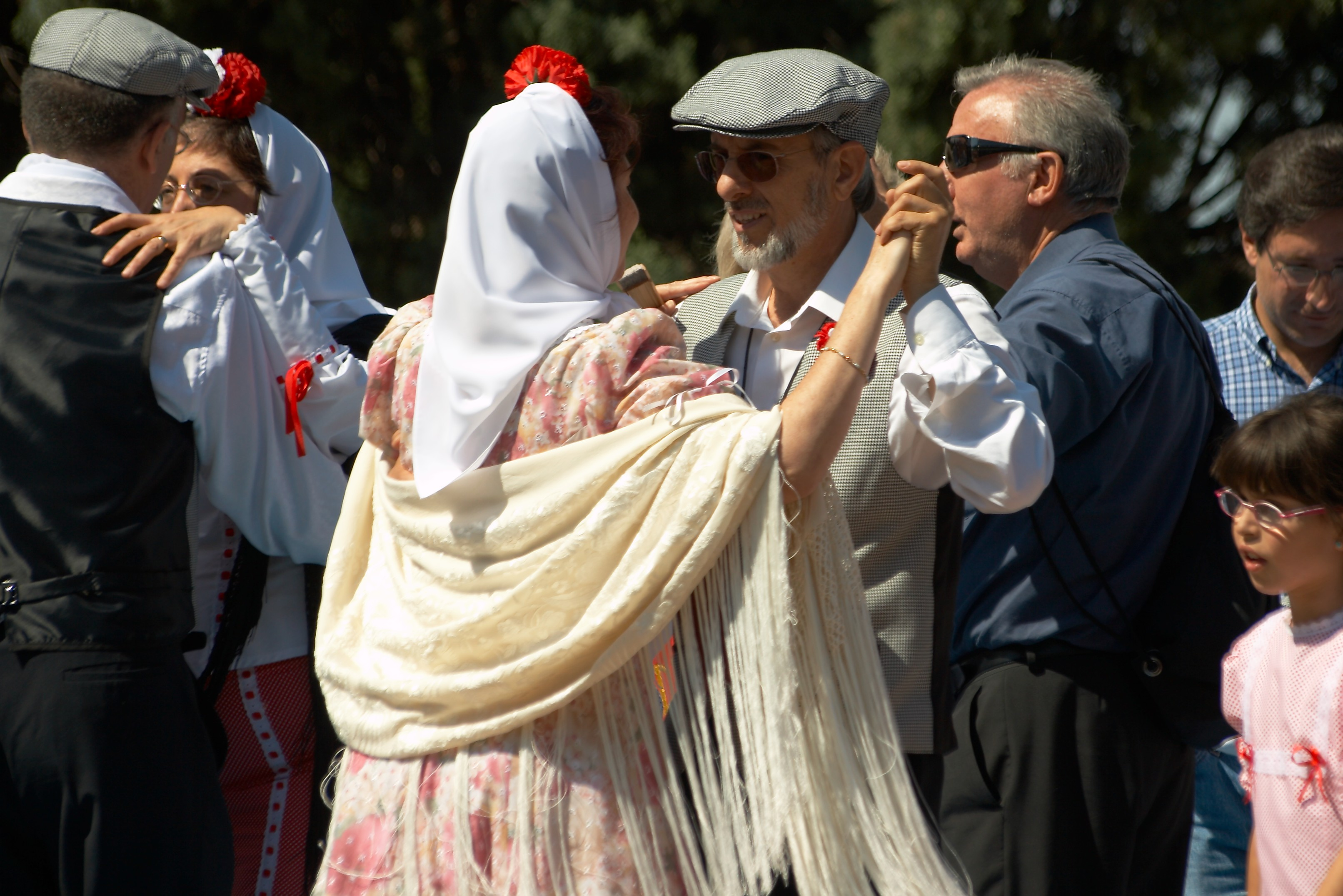
Chulapos dansant une scottish (appelée « chotis » en espagnol) pendant les fêtes de la Saint Isidore, à Madrid.

La danse scottish est une danse de bal et de salon qui se danse en couple, de mesure binaire 
, sans rapport avec l'Écosse. Elle est introduite en Grande-Bretagne en 1848 sous le nom de « German polka » et apparaît dans les salons parisiens deux ans plus tard sous le nom de « shottish ». Lorsque la Première Guerre mondiale éclate, elle est renommée « scottish » du fait des forts sentiments anti-allemands.

## Description
Elle s'exécute en couples tournant sur eux-mêmes dans le sens des aiguilles de la montre, tandis que le cortège de couples, disposés librement dans la salle, évolue dans le sens contraire. La danse est complète en quatre mesures :
- mes. 1 : un pas de polka du pied gauche pour la personne qui guide (du pied droit pour la personne qui suit)
- mes. 2 : un pas de polka du pied droit pour la personne qui guide (du pied gauche pour la personne qui suit)
- mes. 3-4 : quatre pas sautillés en tournant

Comme beaucoup d'autres danses de salon, la scottish est entrée dans le répertoire des danses traditionnelles au XIXe siècle. Elle est également utilisée dans certaines figures du quadrille.
Dans le répertoire folk, elle connaît de nombreuses variations, surtout sur les 4 temps du tourné : pastourelle(s), figures diverses, etc. Il existe également des variantes à deux couples.